# 盧卡 (莫納斯特里斯卡區)
49°1′3″N 24°59′2″E / 49.01750°N 24.98389°E
盧卡（烏克蘭語：Лука），是烏克蘭的村落，位於該國西部捷爾諾波爾州，由喬爾特基夫區負責管轄，面積3.41平方公里，2001年人口411，人口密度每平方公里120.6人。